# Robert Henderson (cầu thủ bóng đá)
Robert Henderson là một cầu thủ bóng đá người Anh, thi đấu ở vị trí hậu vệ. Ông thi đấu 10 trận tại Football League cho Burnley trước khi chuyển đến đội bóng non-league Clitheroe.